# Helcogramma capidatum
Helcogramma capidatum és una espècie de peix de la família dels tripterígids i de l'ordre dels perciformes.

## Morfologia
- Els mascles poden assolir 3,7 cm de longitud total.[2][3]

## Hàbitat
És un peix marí de clima tropical i associat als esculls de corall que viu fins als 15 m de fondària.

## Distribució geogràfica
Es troba al Pacífic (incloent-hi Indonèsia, Fiji, Niue i la Samoa Nord-americana).